# La voz del corazón
La voz del corazón es el vigésimo álbum en la discografía de Daniela Romo, editado en 2015, el tercero que realiza bajo la producción de Memo Gil y el segundo para la discográfica Sony Music Latin.

## Lista de canciones
| N.º | Título                                             | Escritor(es)                                 | Duración |  |
| 1.  | «Algo del alma»                                    | Claudia Brant / Sergio Aranda                |          |  |
| 2.  | «Despedida»                                        | Amaparo Rubín                                |          |  |
| 3.  | «Te busco (A dueto con Leonel Garcia)»             | Leonel Garcia                                |          |  |
| 4.  | «Hoy te pido perdón»                               | Jorge Eduardo Murguía / Mauricio L. Arriaga  |          |  |
| 5.  | «Polvo de estrellas»                               | Daniela Romo / Claudia Brant                 |          |  |
| 6.  | «Amarte así»                                       | Carlos Nilson                                |          |  |
| 7.  | «La voz del corazón»                               | Sheila Ríos Duggan                           |          |  |
| 8.  | «Despeinada»                                       | Claudia Brant / Luis Fonsi / Andrés Saavedra |          |  |
| 9.  | «Dime»                                             | Francisco Céspedes                           |          |  |
| 10. | «La libertad del corazón (A dueto con Gian Marco)» | Gian Marco                                   |          |  |
| 11. | «Es evidente»                                      | Daniel Betancourt / Ximena Muñoz             |          |  |
| 12. | «Sentir así»                                       | Gian Marco                                   |          |  |
| 13. | «Tú lo has querido (A dueto con Lupe Esparza)»     | David César                                  |          |  |
| 14. | «Resulta»                                          | Leonel Garcia                                |          |  |
| 15. | «Esa mujer»                                        | Concetta Constanzo                           |          |  |

- Datos: Q21006682